# ファースト・エアー
ファースト・エアー（英：First Air）は、かつてカナダ・オンタリオ州のオタワに本部を置いていた航空会社。2019年11月1日にカナディアンノース航空に吸収された。

## 概要
カナダ北部を代表する航空会社の一つで、ヌナビク、ノースウエスト準州やヌナブト準州のほぼ全ての空港に就航しており、国外への路線は無いもののエア・グリーンランドとのコードシェアをしている。

## 歴史

### 創業期
1946年にBradley Air Servicesとして創業。
1973年に、最初の定期便がオタワ～ノースベイ間で開設、数年後エアイヌイットとの提携を開始。

### 2000年代
2009年に、初のワイドボディ機（ボーイング767）を納入。

### 2010年代
2011年、子会社としてクィキクタアルク地域を中心に運航をするクィキクタアルク・ファースト航空（英：Qikiqtani First Aviation）を設立。
2015年、保有するボーイング767を全てカーゴジェット航空に移籍。
2015年4月21日に、民間機の定期便として最後のロッキードC-130 ハーキュリーズが退役。
2019年、数年前から合併話が出ているカナディアンノースとの合併が決定、合併後は塗装、ブランド名以外はカナディアンノース航空になる。

### 引退機材

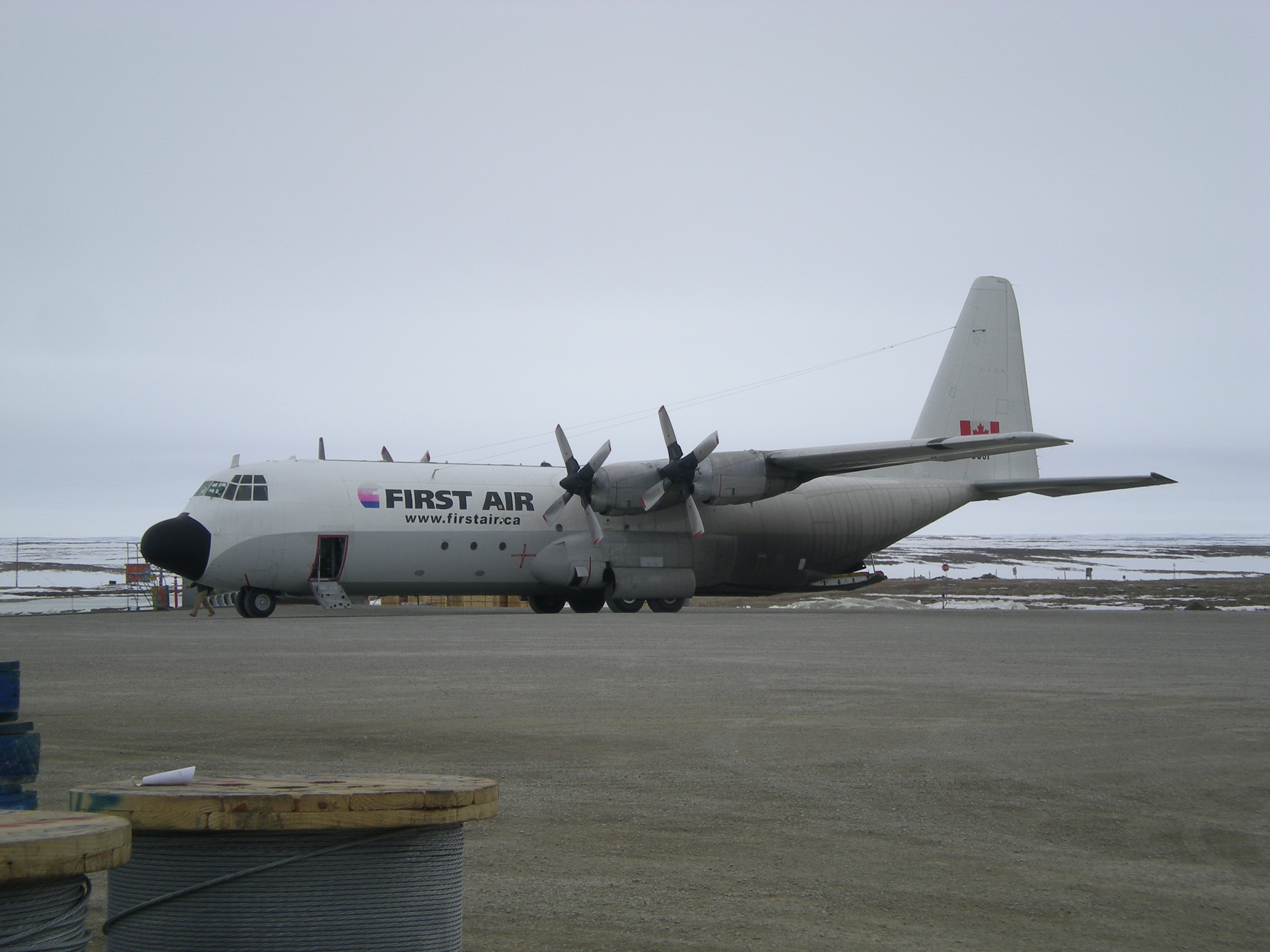
ファーストエアー　ロッキードC-130（旧塗装）

## 保有機材

### 運用機材

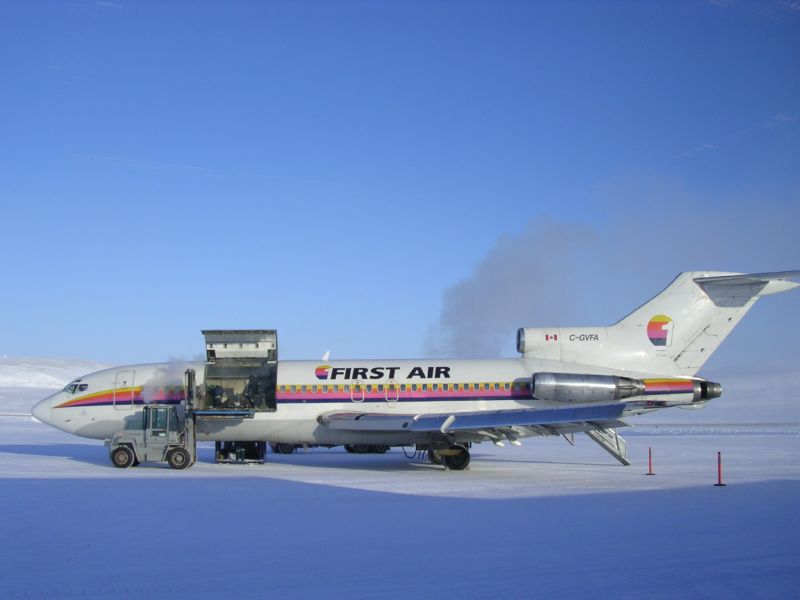
ボーイング727（コンビ機）

2019年秋現在
| 機種                    | 保有機数 | 座席数 | 備考                                     |
| ----------------------- | -------- | ------ | ---------------------------------------- |
| アエロスパシアル ATR 42 | 13       | ー     | 3機はコンビ機、2機は砂利の滑走路着陸可。 |
| ボーイング737‐400       | 4        | 78,178 | 3機はコンビ機。                          |

### 引退機材[7]
| 機種                         | 備考             |
| ---------------------------- | ---------------- |
| ボーイング727‐100            | 全てコンビ機     |
| ボーイング727‐200            |                  |
| ボーイング737‐200            |                  |
| ボーイング767‐200            | 貨物機のみ       |
| デ・ハビランド・カナダ DHC-6 | 短距離離陸耐容機 |
| ダグラスDC-3                 |                  |
| アブロ 748                   | コンビ機         |
| ロッキードC-130              | 貨物機           |
| アエロスパシアル ATR 72      | コンビ機         |

## 就航都市
就航都市は全てカナダ国内線
| 都市                     | 州（準州を含む） | 空港                         |
| ------------------------ | ---------------- | ---------------------------- |
| アークティックベイ       | ヌナブト         | アークティックベイ空港       |
| アールヴィアット         | ヌナブト         | アールヴィアット空港         |
| ベーカーレーク           | ヌナブト         | ベーカーレイク空港           |
| ケンブリッジ・ベイ       | ヌナブト         | ケンブリッジ・ベイ空港       |
| ケープドーセット         | ヌナブト         | ケープドーセット空港         |
| チェスターフィールドベイ | ヌナブト         | チェスターフィールドベイ空港 |
| チャーチル               | マニトバ         | チャーチル空港               |
| クライドリバー           | ヌナブト         | クライドリバー空港           |
| コーラルハーバー         | ヌナブト         | コーラルハーバー空港         |
| エドモントン             | アルバータ       | エドモントン国際空港         |
| フォートシンプソン       | ノースウエスト   | フォートシンプソン空港       |
| ゴハヘイブン             | ヌナブト         | ゴハヘイブン空港             |
| ホールビーチ             | ヌナブト         | ホールビーチ空港             |
| ヘイリバー               | ノースウエスト   | ヘイリバー空港               |
| イグルーリック           | ヌナブト         | イグルーリック空港           |
| イヌヴィック             | ノースウエスト   | イヌヴィック空港             |
| イカルイト               | ヌナブト         | イカルイト空港               |
| キミルット               | ヌナブト         | キミルット空港               |
| クガールク               | ヌナブト         | クガールク空港               |
| クグルツク               | ヌナブト         | クグルツク空港               |
| クージュアク             | ヌナブト         | クージュアク空港             |
| モントリオール           | ケベック         | モントリオール空港           |
| ナウジァート             | ヌナブト         | ナウジァート空港             |
| オタワ                   | オンタリオ       | オタワ空港                   |
| パング                   | ヌナブト         | パング空港                   |
| ポンドインレット         | ヌナブト         | ポンドインレット空港         |
| クィキクタアルク         | ヌナブト         | クィキクタアルク空港         |
| ランキンインレット       | ヌナブト         | ランキンインレット空港       |
| レゾリュート             | ヌナブト         | レゾリュートベイ空港         |
| タロヨーク               | ヌナブト         | タロヨーク空港               |
| ウルカクトック           | ノースウエスト   | ウルカクトック空港           |
| ウェールコーヴ           | ヌナブト         | ウェールコーヴ空港           |
| ホワイトホース           | ユーコン         | ホワイトホース空港           |
| ウィニペグ               | マニトバ         | ウィニペグ国際空港           |
| イエローナイフ           | ノースウエスト   | イエローナイフ空港           |

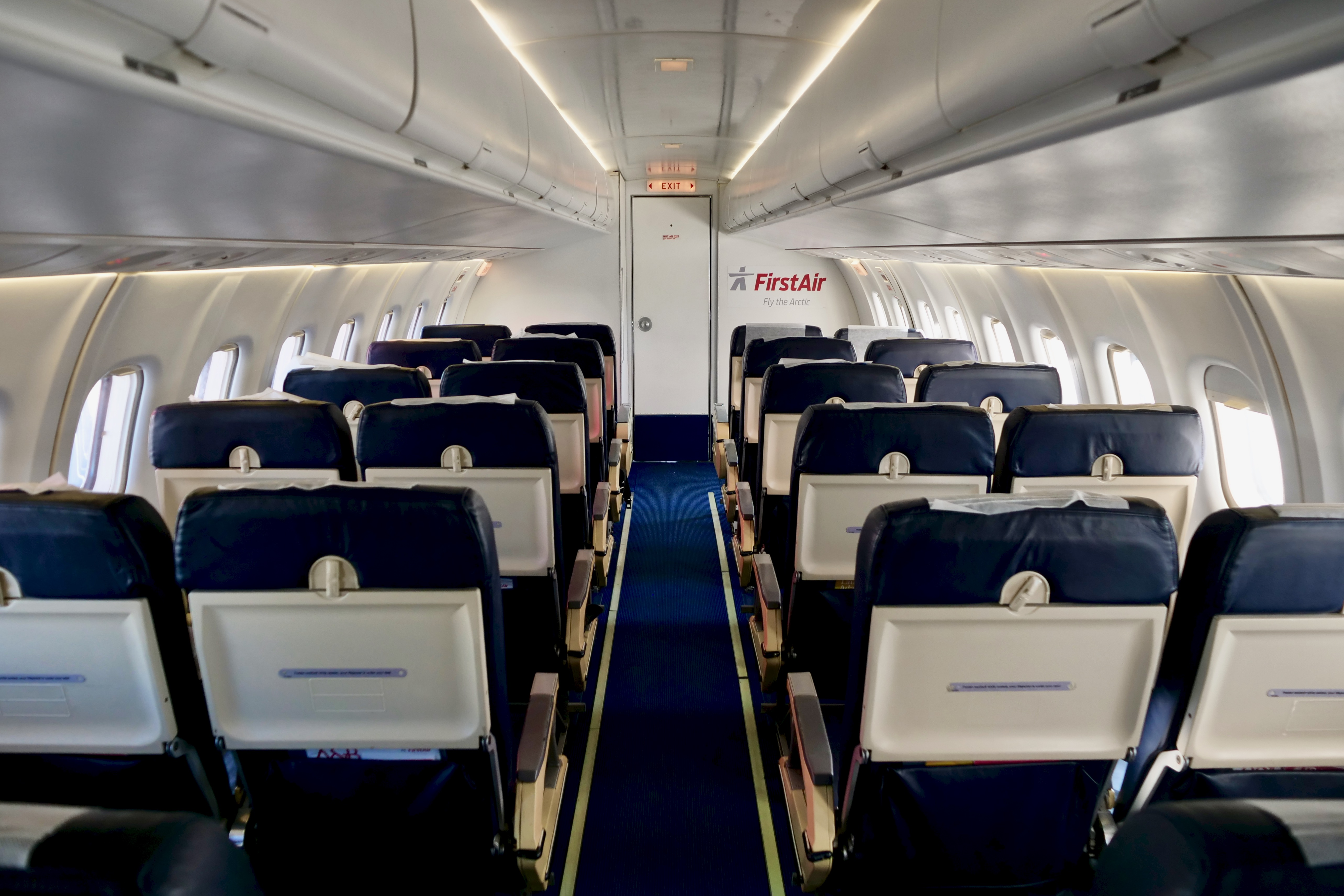
ATR 42の機内

かつては、オタワ～ボストン間にアブロ748による国際定期便を運航していた。

## 事故
1974年、格納庫の火事によりダグラスC-47,デ・ハビランド・カナダDHC-6、DHC-3が全損。
1988年、アブロ748がクラレンス・ロックランド付近に墜落
2004年、エドモントンへフェリー中のボーイング737がエドモントン国際空港へ着陸した際、誘導路に誤って着陸。

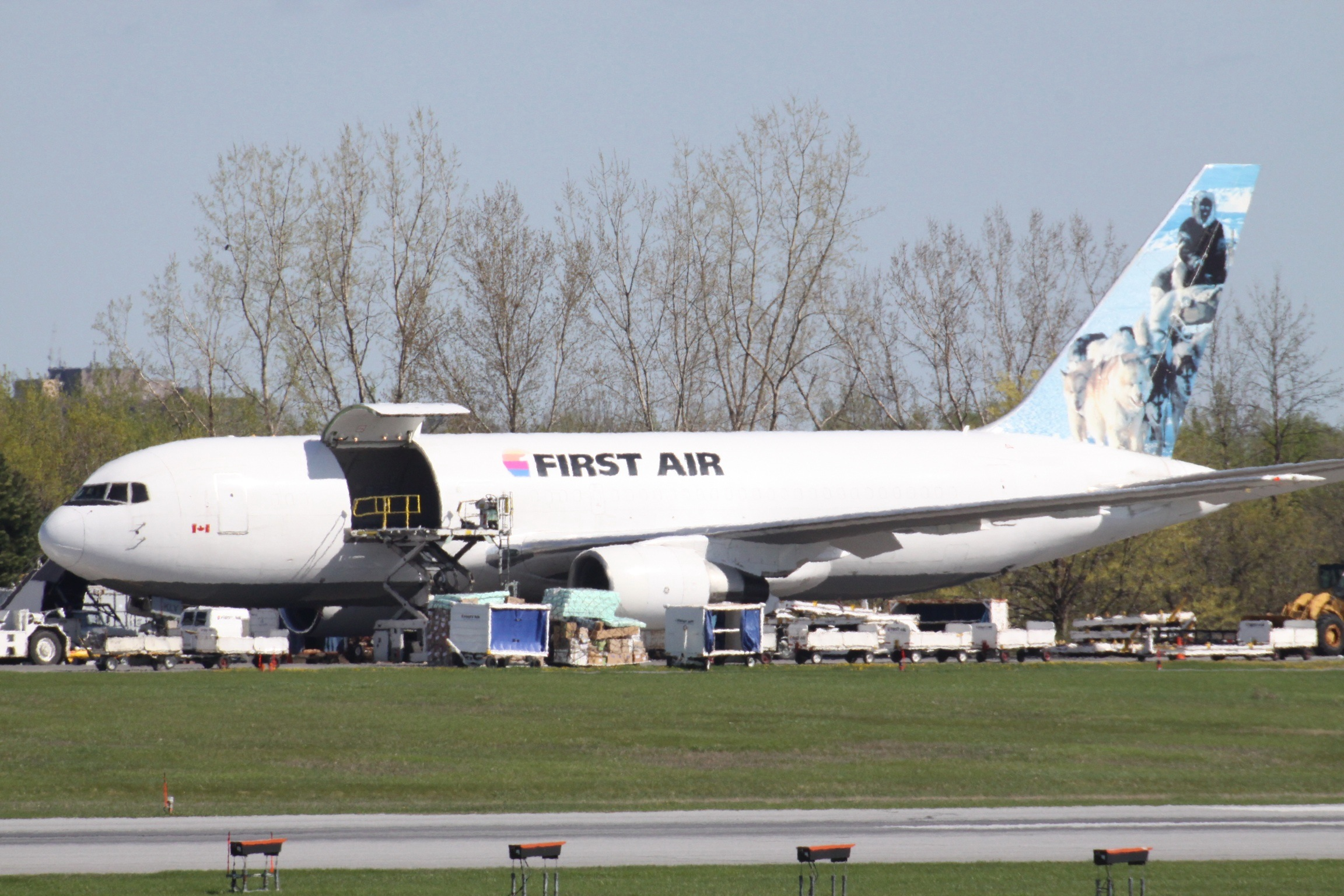
ファーストエア　ボーイング767（退役済）

2011年、ファーストエア6560便（ボーイング737-200）がレゾリュートベイ空港へファイナルアプローチ中に墜落。

## 提携航空会社
ファーストエアは以下の航空会社とコードシェア提携を結んでいる。

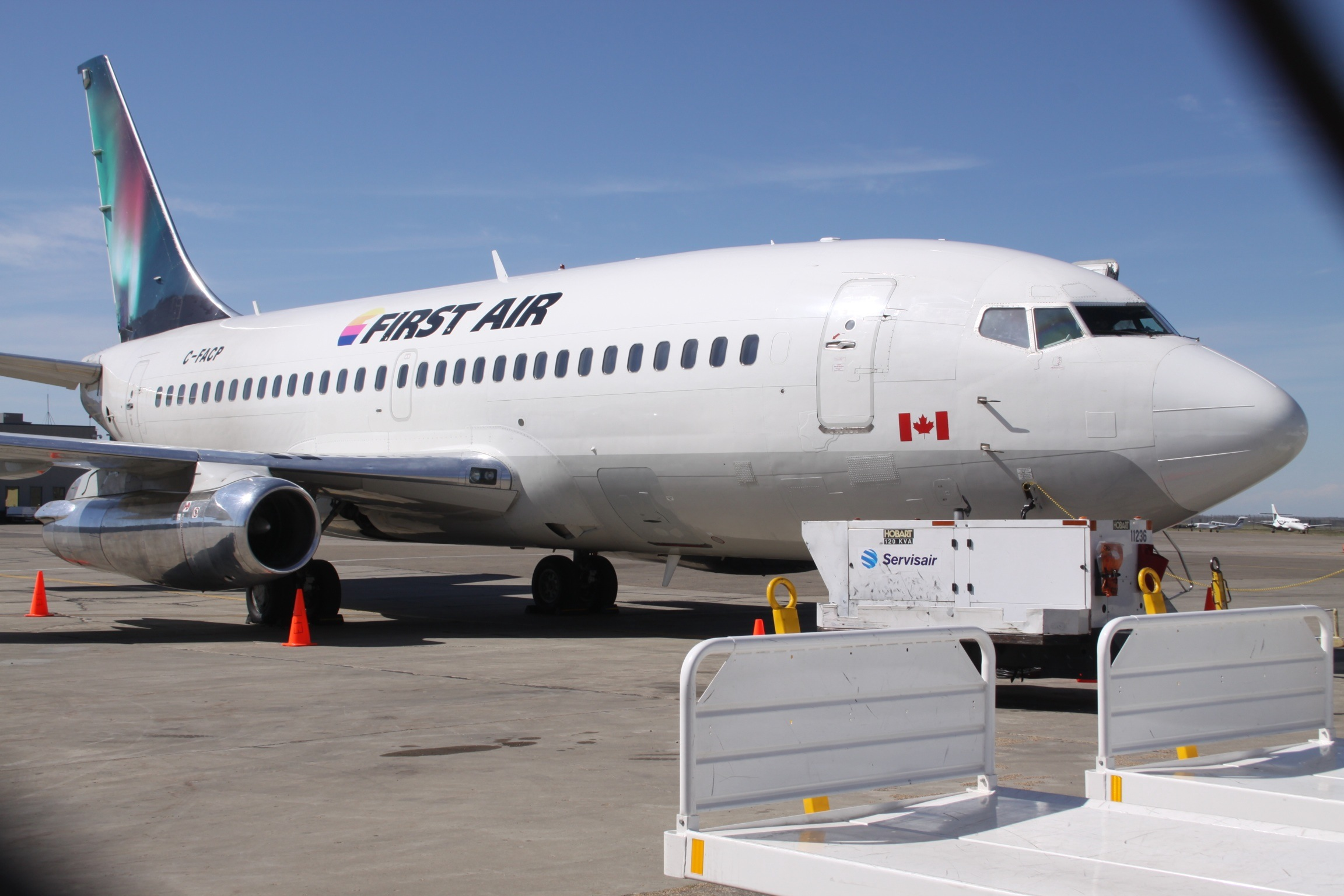
ボーイング737-200（コンビ機）

エア・グリーンランド
エア・ノース
カルムエア
カナディアン・ノース